# ارنست-روبرت گراویتس
ارنست-روبرت گراویتس (به آلمانی: Ernst-Robert Grawitz)(زاده ۸ ژوئن ۱۸۹۹- مرگ ۲۴ آوریل ۱۹۴۵)پزشک آلمانی عضو اس اس و رئیس صلیب سرخ آلمان در خلال جنگ جهانی دوم بود.

## زندگی و کار
گراویتس در شارلوتنبورگ در غرب برلین به دنیا آمد. وی به عنوان پزشک رایش اس‌اس و پلیس (Reichsarzt SS und Polizei) رئیس صلیب سرخ آلمان بود. همسر وی ایلزه، دختر ژنرال زیگفرید تاوبرت بود.
او کوشش‌هایی در جهت «ریشه‌کنی» و «درمان» همجنس‌گرایی در آلمان نازی انجام داد. این کار شامل آزمایش‌ها بر روی زندانیان اردوگاه‌های کار اجباری نازی‌ها نیز می‌شد. محققان چه در داخل و چه خارج اس‌اس سعی داشتند تا از زندانیان اردوگاه‌ها به عنوان «خوکچه‌های هندی انسانی» در آزمایش‌ها استفاده کنند. به منظور انجام این کار آن‌ها می‌بایست درخواست خود را به گراویتس مطرح می‌کردند. او درخواست‌ها را برای هاینریش هیملر رئیس اس‌اس می‌فرستاد تا او تأیید نهایی را انجام دهد.
در پایان جنگ جهانی دوم در اروپا، گراویتس در فورربونکر در کنار آدولف هیتلر حضور داشت. وی هنگامی‌که شنید که مقامات رسمی به منظور فرار از پیشروی‌های ارتش سرخ شوروی در حال ترک برلین هستند، از هیتلر درخواست کرد که اجازه ترک برلین را به او و خانواده‌اش بدهد اما هیتلر درخواست او را رد کرد.

## مرگ
در نهایت گراویتس در روزهای آخر پیش از سقوط برلین، خود و خانواده‌اش را در خانه‌شان در بابلسبرگ با نارنجک کشت.

## مدال‌های نظامی
- صلیب آهنین (۱۹۱۴)
  - درجه ۲
  - درجه ۱
- صلیب اسپانیایی
  - نقره
- صلیب آهنین (۱۹۳۹)
  - درجه ۲
  - صلیب لیاقت در جنگ درجه ۱ با شمشیرها